# Idaea epipasta
Idaea epipasta là một loài bướm đêm trong họ Geometridae.